# 카렐리야-핀란드 소비에트 사회주의 공화국의 국기

카렐리야-핀란드 소비에트 사회주의 공화국의 국기

카렐리야-핀란드 소비에트 사회주의 공화국의 국기는 1953년 9월 1일에 제정되어 1956년 8월 20일까지 사용되었다.
빨간색 바탕 왼쪽 상단에는 노란색 별과 낫과 망치가 그려져 있으며, 국기 아래쪽에는 파란색과 초록색 두 가지 색의 가로 줄무늬가 그려져 있다.
1940년부터 1953년까지는 빨간색 바탕에 깃대 쪽으로 노란색 낫과 망치가 그려져 있으며 그 아래에 라틴 문자 "Karjalais-Suomalainen SNT"와 키릴 문자 "Карело-Финская ССР"가 쓰인 형태의 국기를 사용했다.

카렐리야-핀란드 소비에트 사회주의 공화국의 국기 (1940년-1953년)
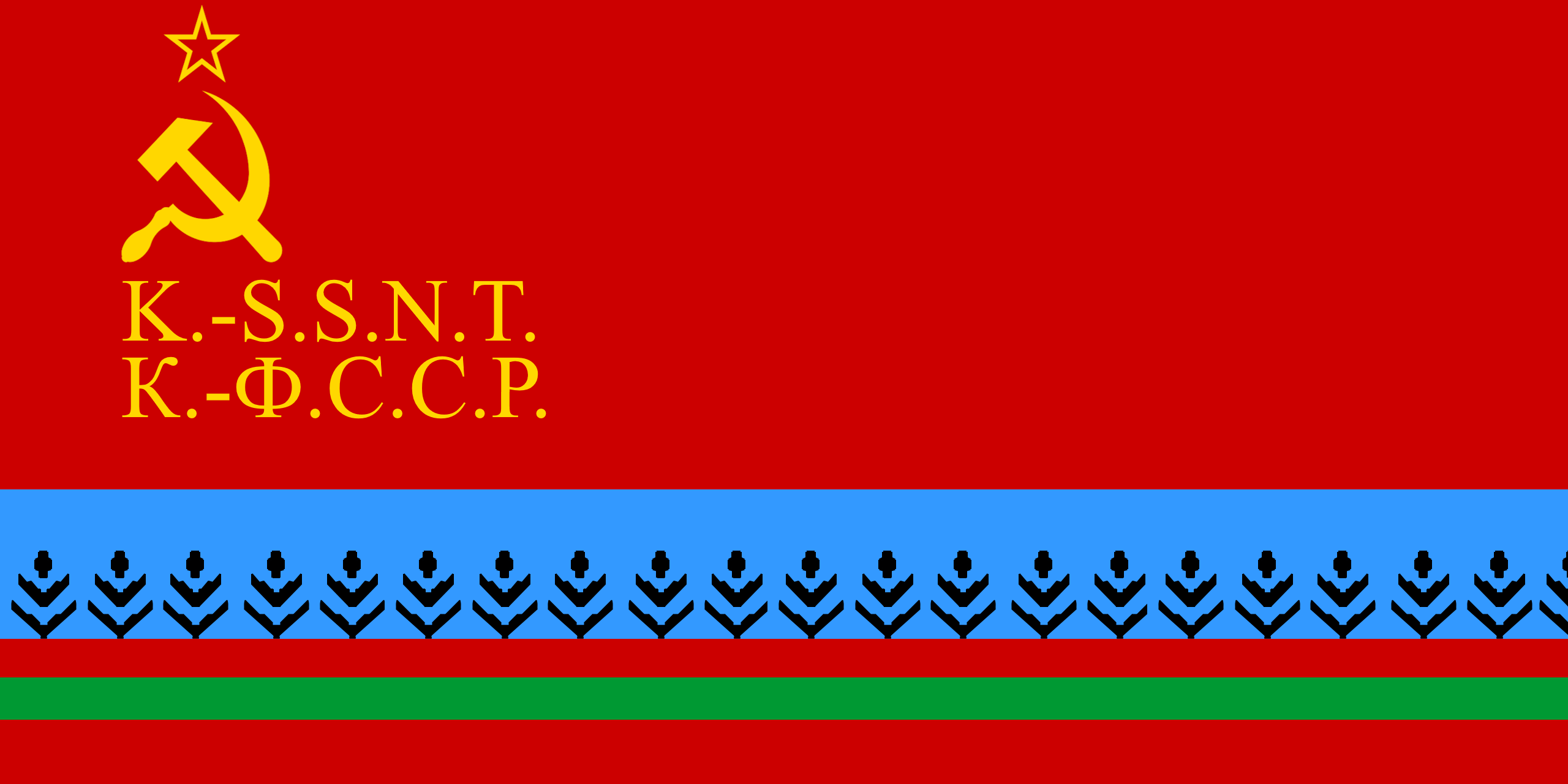
카렐리야-핀란드 소비에트 사회주의 공화국의 제안된 국기(1947년)

## 같이 보기
- 소련의 국기
- 소련의 공화국의 국기
- 카렐리야 공화국의 국기